# Грубешівська операція
Грубешівська операція — спільний напад української УПА та польської ВіН на місто Грубешів 27-28 травня 1946 року. Операції на Вербковичі, Варяж та Грубешів стали акціями співпраці УПА та ВіН, яка розвинулася внаслідок укладання перемир'я в с. Руда-Ружанецька 21 травня 1945 р.

## Ідея операції

Євген Штендера — «Прірва» — командир сил УПА в Грубешівській операції

Одна з найважливіших польсько-українських зустрічей відбулася 19 травня 1946 р. на фільварку у с. Ментке. Наразі він вже не існує. Польське підпілля представляли: шеф військово-політичного округу Люблін Ян Затронг «Остоя», пор. Вацлав Домбровський «Азья», пор. Казимир Вітриляк «Хель»-«Друк» і чотири офіцери ВіН з невідомими прізвищами. Українців представляли Теодор Герасим'як «Дунайський» (друге його псевдо «Равич»), «Певний»-«Явір» (керівник підпільного видавництва на Холмщині) i «Хмарний» («Левко») — Володимир Баталія — працівник надрайонового СБ УПА.
Після підтвердження на зустрічі раніш досягнутих домовленостей, поляки запропонували спільний удар на Грубешів, одночасно представляючи дані розвідки про сили НКВС та польських комуністів, а також плани міста. План ВіН народився з потреби звільнення заарештованих напередодні виборів до Сейму людей з АК-івської конспірації та взагалі тих, хто не сприяв запланованому більшовиками результату виборів. Наказ на це видав командувач грубешовського повіту «Азья» — Вацлав Домбровський. А задіяти у ньому українців вирішили у зв'язку з їх пропозицію на попередніх зустрічах скріпити знову укладену угоду якоюсь конкретною акцією.
Одразу після зустрічі польську пропозицію передано командувачу УПА у Польщі полковнику Мирославові Онишкевичу «Оресту», який зв'язався з крайовим провідником ОУН Ярославом Старухом «Стягом». Той, хоча і без ентузіазму, погодив план ВіН.
Є. Штендера згадував:
«пропонована поляками грубешівська акція не була для нас корисною, адже зумовила б необхідність виводу відділів УПА з теренів, де вони були найбільш потрібні для охорони нашого населення. Однак було вірогідно, що ворог у відповідь на атаку вишле за нами у слід більші сили, що зменшить персонал задіяний при депортації. Організовано з тої справи зустріч, на якій був присутній M. Онишкевич, командир військового округу „Сян“. Усі погодилися на запропоновану атаку, головним чином тому, що становив реальну оказію для зацементування нашої військової співпраці з ВіН. Ми повідомили керівництво ВіН про наше рішення».

## Завдання
Напад на місто Грубешів мав на меті:
- заманіфестувати співпрацю українського і польського підпілля проти комуністичних збройних сил;
- стероризувати ворога несподіваним наскоком на місто, що лежить у граничному районі поміж Польщею і СРСР;
- зірвати акцію з примусового переселення населення;
- залякати міліцію, складену з різних міських елементів під тиском комуністичного режиму;

## Розташування
Місто Грубешів лежить між більшими містами від сторони Польщі: Холм, Люблін, Красностав, Замостя, Томашів, і від сторони СРСР (Української РСР) Ковель, Володимир-Волинський, Луцьк, Радехів, Львів, Рава-Руська. В усіх вищеназваних містах були розміщені сильні військові залоги ворога. Місто лежить над багнистою рікою Гучва, околиця низинна і покрита кущами і лісами. Великі ліси тягнуться далі від міста з півночі і північного сходу, менші (Метелинський і Теребинський ліси) з півдня і південного заходу. Наскок на Грубешів означав акцію на місто, що знаходилося в центрі великих ворожих військ, розташованих на пограниччі і у вищезгаданих містах. З цієї причини залога Грубешева почувала себе безпечно і не мала потреби виставляти особливі сторожеві застави довкруги міста. Небезпеку для повстанських військ становила сильна радянська і польська залога міста і можливість допомоги ворогові з поблизьких міст. Ці умови вимагали сильної конспірації і використання моменту несподіванки.

## Позиції ворога
Згідно з розвідкою, яку перевели органи ВІН, в місті кватирували:
1. Російське НКВД: 150 вояків в мурованих домах, захищених ровами і дротяними засіками і численними стійками поза міськими укріпленнями. (В бою з УПА 14 травня 1946 потрапив до полону НКВД-ист, який зізнався, що залога будинків складається з 250 НКВД-истів).
2. Управління громадської безпеки (УБП): 60 люду в мурованому будинку за муром 2 метрів висоти і дротяними засіками.
3. МО (міліція): 60 осіб у двох будинках.
4. Боївка: 20 вояків.
5. Боївка охорони команди міста: 40 вояків.
6. Виселенча комісія: 12 людей, озброєних пістолетами. (Під час акції виявилося, що будинок переселенчої комісії був сильно боронений кулеметними гніздами, чого польська розвідка не знала).
7. Три сотні польського війська, яке кватирувало за містом.
8. Дім польської робітничої партії (замаскована комуністична організація) з невеличким числом озброєних людей.
Усі будинки з залогами були розміщені у західній частині міста близько одне від одного. Військо польське кватирувало на сході поза містом, і згідно з запевненням ВІН, мало бути нейтральним під час акції. Уже факт, що комуністи не вжили військових частин до оборони і сторожевої служби переконувало командирів УПА, що військо є для комуністів непевним елементом.
Разом ворог начисляв 342, а може 442 вояки, не враховуючи польського війська.

## План операції
Дня 18 травня 1946 на спільній нараді командирів УПА і ВІН, поляки подали проект спільної акції на місто Грубешів. Обидві сторони погодилися на дату з 27 на 28 травня вночі. Більшість завдань бойової акції взяли на себе командири УПА. ВІН, який мав завдання розвідки, застав у місті і в терені поза ним провідників, які були ознайомлені з топографією міста й околиці. Представники ВІН передали плани міста, з зазначеними будинками і місцями опору ворога і подали стан ворожих сил. Усталено розпізнавальні знаки і визначено докладно розчленування бойових груп; це було дуже важливим пунктом нарад, бо ворожі будинки, розміщені з боків один від одного, ускладнювали вільну діяльність поодиноких груп. Для розрізнення, польські повстанці мали біло-червоні опаски на рукавах, українські — білі.

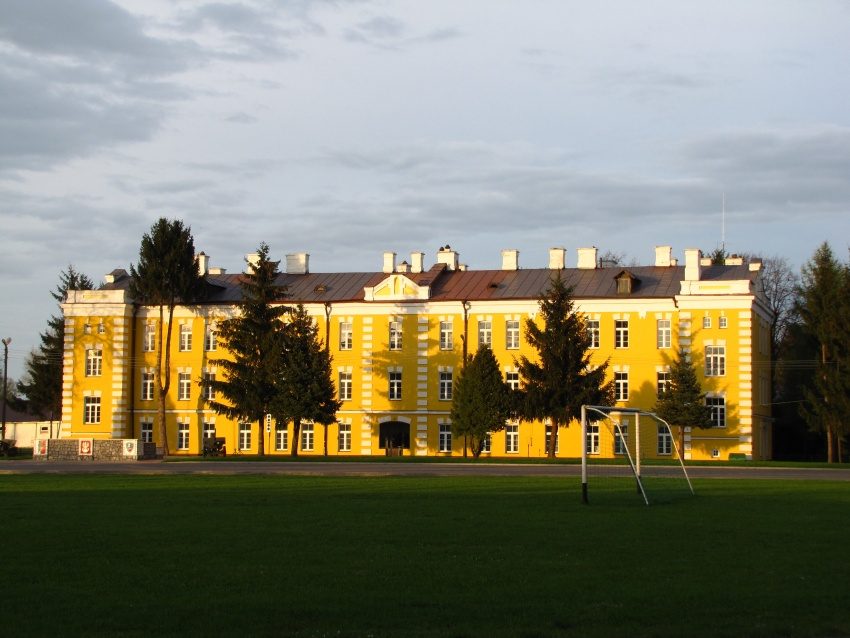
Казарми 5-го полку піхоти війська Польського, фото 2013 р.

Остаточне детальне розпланування було вирішено провести на нараді представників в останньому дні перед акцією.
Відправа старшин УПА відбулася 24 травня 1946. З'ясовано розвідкою УПА, що в місті знають про акцію деякі люди з польського населення, поінформовані людьми ВІНу. Ця вістка викликала потребу особливого забезпечення акції, та її переведення. Справу безпеки акції передано досвідченому членові ОУН. Збірку відділів назначено на день 25 травня 1946, при чому до наскоку вибрано вояків з великим бойовим досвідом. Керівництво всіма українськими силами прийняв Євген Штендера «Прірва». Перегляд відділів відбувся 26 травня, а вночі повстанці вирушили на збірний пункт у Теребинському лісі, біля моста над р. Гучвою, 6 км на захід від міста. Відділи УПА забезпечилися негайно з усіх сторін бойовими заставами і чекали союзників. Над ранок приїхав представник ВІН і переказав, що відділи ВІН є в лісах в околиці, о 12 год. приїдуть командири ВІНу, а ввечері повстанці.
Угрупування польських партизан зібралось у тому самому лісі, лише в іншій його частині, де зібралися люблінські партизанські загони під загальним командуванням Казимира Вітриляка «Хеля»-«Друка».
Старшини ВІНу приїхали в означеному часі. Це були: командир повстанців капітан, командир резерву капітан Вк, шеф штабу капітан Вр, командир акції в місті пор. М,, командир застав пор. С. Деякі були одягнені в цивільний одяг. На відправі поляки зголосили, що беруть на себе застави поза містом, знищення УБП і ППР та роззброєння МО. Вони теж дадуть провідників для відділів УПА в місті. Ще раз запевнили, що відділи Війська Польського не візьмуть участі в боях. Опісля обговорено детальний план акції:
1. Наступ на НКВД переведуть відділи УПА силою 120 вояків з двома звенами торпед.
2. Обстріл з крила — боївка УПА — командир Я.
3. Наступ на УБП — бойова група ВІН 25 вояків і торпедне звено УПА.
4. Наступ на МО — відділ ВІН.
5. Наступ на виселенчу комісію — відділ УПА Служби Безпеки — 20 вояків, командир О.
6. Очищення приватних мешкань УБП перебирає відділ ВІН з 10 вояками, і 2 вояки УПА.
7. Знищення будинку пошти і застав НКВД, щоб забезпечити себе перед окруженням — бойовий відділ УПА, командир X.
8. Застава на холмському мості — боївка Служби Безпеки УПА.
9. Забезпечення від батальйону війська польського — відділ УПА, командир Б.
10. Застава в Метелинському лісі — відділ ВІН, 25 вояків.
11. Застава на перехресті шос Грубешів-Холм і Грубешів-Городло — відділ ВІН, 25 вояків.
12. Застава від сторони Сокаля в селі Черничин — відділ ВІН, 20 вояків.
13. Малі застави в районі поза містом, по кілька вояків — ВІН.
Військо поділено на групи і визначено завдання кожній з них. Видано теж відповідні накази приготовані на надзвичайні випадки, навіть зі сторони польського війська.
Командиром відділів УПА призначено ПР., відділів ВІН капітана Вк.
Під вечір прибули польські повстанці, а з ними політичний референт підпілля з Варшави. Кілька годин призначено на взаємні розмови вояків. Між українськими і стрільцями ВІН'у почалися розмови, знайомились, оповідали про минуле, коли ще були ворогами.

## Випередження ворога
Акція на Грубешів на кілька десятків хвилин випередила спільну операцію МВС та УБ проти самих партизан, її було призначено на 28 травня о 3 ранку. Для цього день раніше до міста з Любліна було перекинуто підкріплення — 3 вантажівки війська на чолі з майором Соколовим — начальника штабу полку. Вже від 25 травня агентурна сітка УБ повідомляла про концентрацію УПА в Теребінському лісі. Цю інформацію УБ передало до 98-го полку МВC. Тож керівництво останнього, вислало до навколишніх з лісом сіл свого агента, після чого запланувало провести протипартизанську операцію.

## Перебіг операції

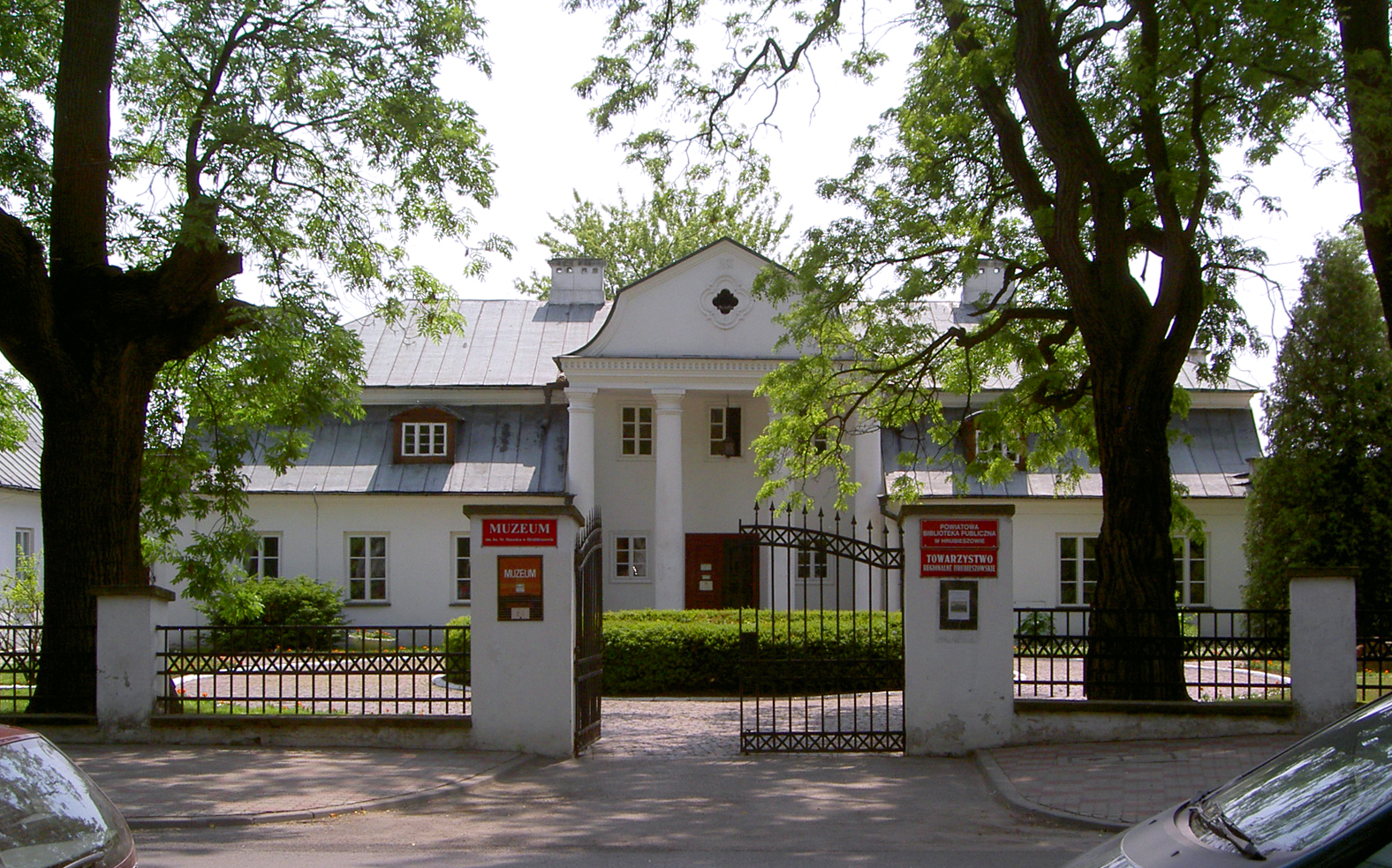
Комендатура НКВС розташовувалася у дворику Де Шату, вул. 3 Maja

Відділи УПА та ВіН увійшли до міста з двох боків: боївка СБ з боку Славентина через міст до будинку виселенчої комісії, який знаходився на суч. вул. Kilińskiego; решта українських та польських відділів через Холмський міст з півночі. Заплановано, що усі мають зайняти вихідні становища о годині 00:05. Відділи УПА, які мали вдарити на НКВС, а також відділ поручника «Млота» повернули на суч. вул. Partyzantów і вийшли на визначені позиції близько 40 м від кошар НКВС та близько 30 м від їх комендатури. Місто було спокійне, ворог нічого не помічав. Відділ УПА «Вовки»-1 зловили п'ятьох вояків міліції. Цей відділ УПА спізнився на своє місце призначення, бо провідник заблукав і вони опинилися в місці, де могли бути обстріляні ворогом і своїми. Ситуація була тим прикріша, що саме «Вовки»-1 мали почати операцію наступом на будинки НКВД.

### Садиба НКВД
Комендатура та кошари НКВС розташовувалися у дворику Де Шату, вул. 3 Maja. О 1:30 «Вовки-1» зайняли становища проти НКВД з півночі. Інша група УПА підсунулася з півдня і під самі дроти, а деякі дісталися в самі окопи. Будинки оточено півколом, встановлено саморобні станки для відстрілювання снарядів до німецьких реактивних мінометів «Nebelwerfer 41» — так званих «торпед».

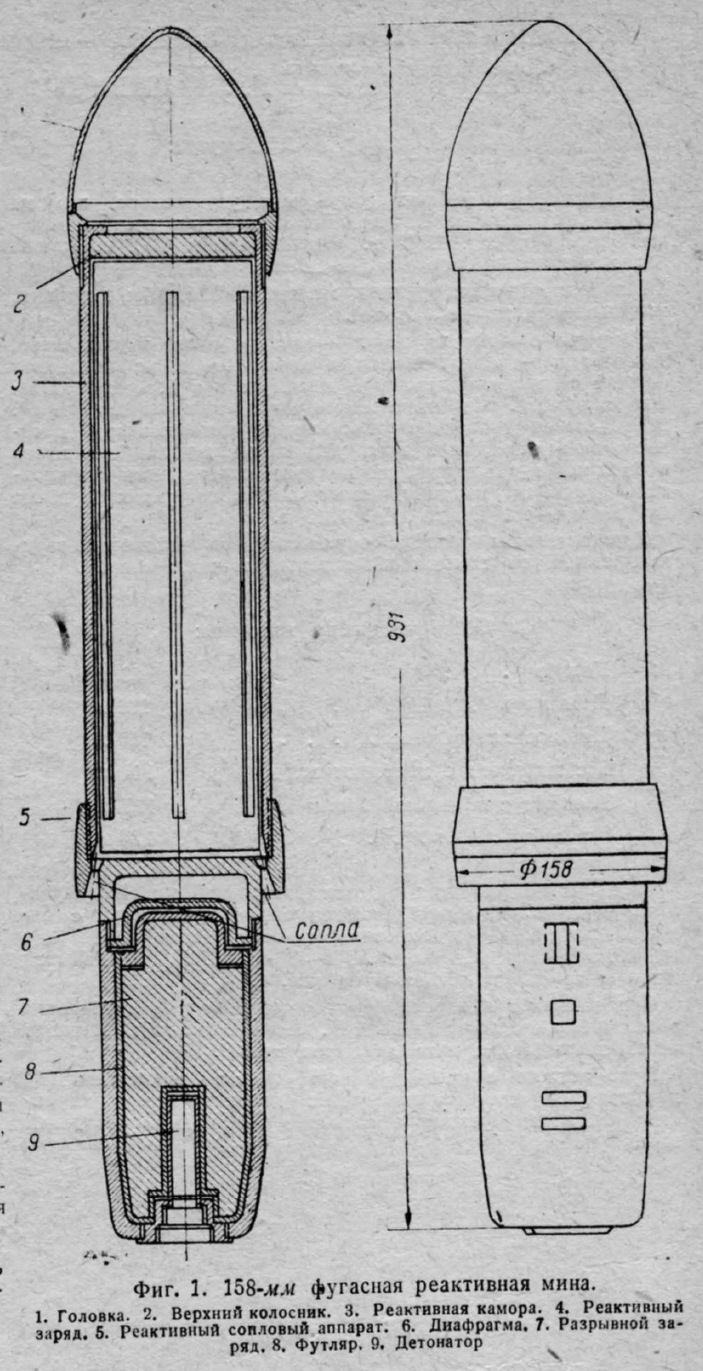
«Торпеди» — 158-мм фугасні мини до німецького реактивного миномету «Nebelwerfer 41»

Операція загалом почалася обстрілом «торпедами». Вистрілено 6 снарядів, з яких чотири потрапили в ціль.
Зберігся таки опис обстрілу:
«Першу торпеду пустив я в кошари НКВД. Торпеда попала в середину. Перед випущенням торпеди в будинку було світло, та видно було, що всередині кімнати робиться. Отже, я бачив, як двоє большевиків милось, а пізніше убирались. По вибуху торпеди я не бачив вже жодного світла, ані людей в кімнатах»
Будинки розбито, НКВД-исти почали оборону з кулеметних гнізд, але їх знищено гранатами і перехресним вогнем. Залишився тільки один ворожий кулемет, який деякий час стріляв у східному напрямі, де не чинив ніякої шкоди, врешті і його знищили повстанці.
Деякі вояки НКВД почали втікати у східну сторону міста, разом з вояками Уряду Польської Безпеки, їх обстріляли повстанці з кулемета.

### Будинок УБ

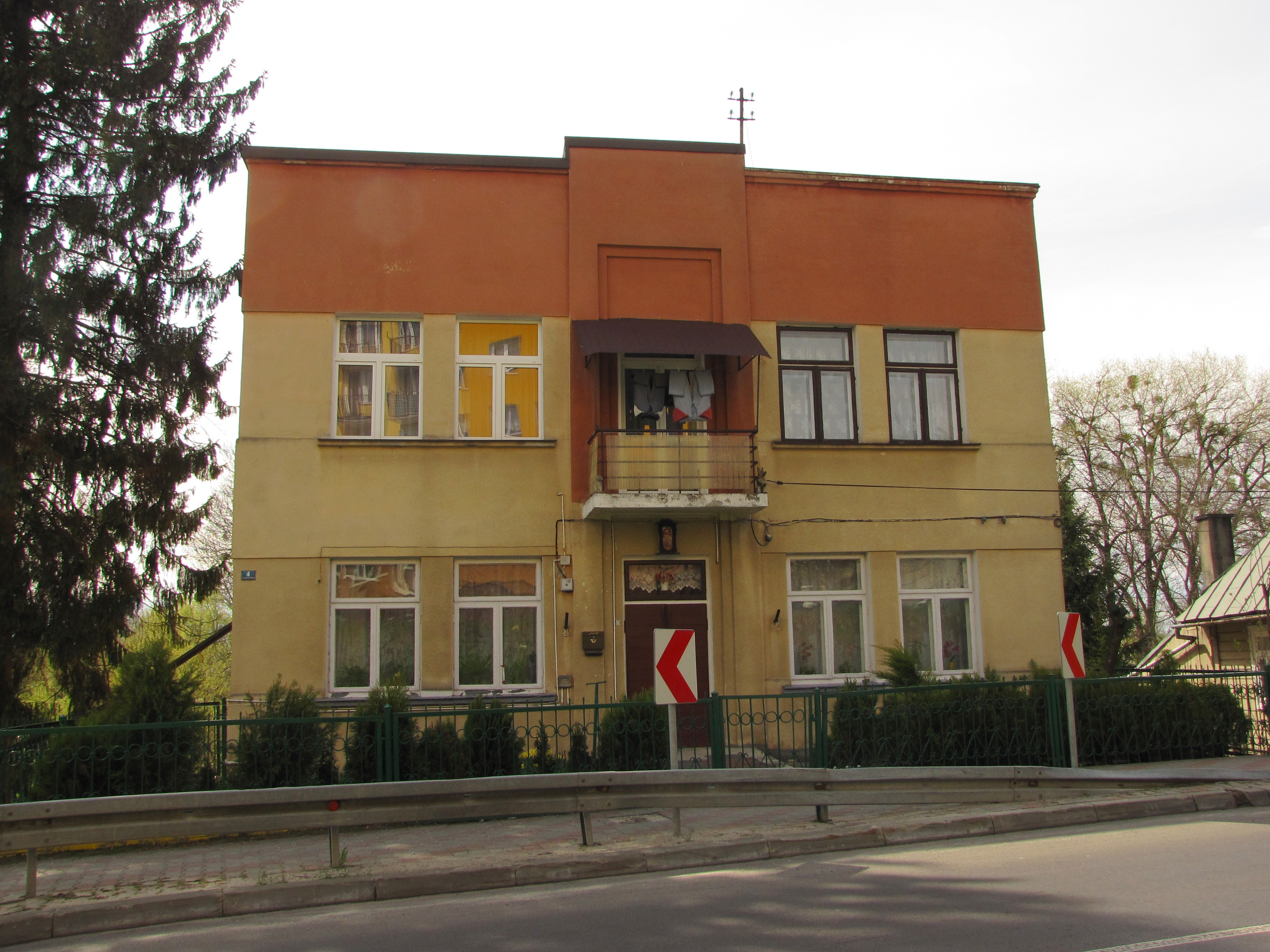
Сучасний будинок на вул. Kilińskiego 4 у Грубешеві. Фото 2013 р. Тут розташовувався попередній будинок виселенчої комісії, який невдало штурмували повстанці з боївки СБ УПА

Головною метою польських партизан був будинок Уряду безпеки. Наразі в цьому перебудованому будинку по вул. mjra Henryka Dobrzańskiego 7 міститься районний суд.
Уряд безпеки знищено з залогою; декільком вдалося втекти. Повстанці ВІН під керівництвом "Млота" з особливою мужністю йшли у бій і здобули будинок наступом на гранати і багнети. В критичний момент їм допомогли повстанціх боївки СБ "Ясеня". Повстанці випустили 22 політичних в'язнів, серед них 5 українців, і спалили папери. На фото, які збереглися будинок УБ після атаки виглядає як спалений, проте є інформація, що повстанці його не палили.

### Виселенча комісія
Боївка СБ УПА здійснила дві атаки нa виселенчу комісію, які однак не вдалися. У цьому випадку підвели повідомлення розвідки, які стверджували, що охорона комісії має лише пістолети — у реальності ж вона була озброєна автоматичною зброєю:

«Дім виселенчих комісарів приділено БСБ під ком. „Остапа“. Польська розвідка подавала, що виселенчі комісари озброєні тілько в „панську бронь“, це в пістолі. Охрона комісарів — 15 совєтів. Стійка стоїть день і ніч перед будинком. Будинок обгороджений високим парканом. Десять хвилин перед початком акції погасили світла в будинку. „Остап“ обставив будинок стрільцями. Через паркан нам можна було перелізти. Бо стійковий стояв біля дверей. Він і так зауважив якийсь рух, бо кілька разів повторив: „Кто шляєтся“. Коли почалась акція, БСБ відкрили вогонь. Однак сей час посипались на них стріли з кулемета та автоматів, з вікон. Виселенчі комісари були значить озброєні „по зуби“. 

### Комендатура МО
В описі нападу після першої години ночі розпочалася також атака на комендатуру MО. Імовірно йдеться про об'єкт, який в описі УПА носить назву охорони коменданту міста (штурмувки). Цей об'єкт розташовувався по суч. вул. Partyzantów 14. Втім міліціанти чинили закпеклий опір. Звіт УПА повідомляє коротко „МО не розроблено“.

### Будинки МО на вул. Górna та будинок колишнього магістрату

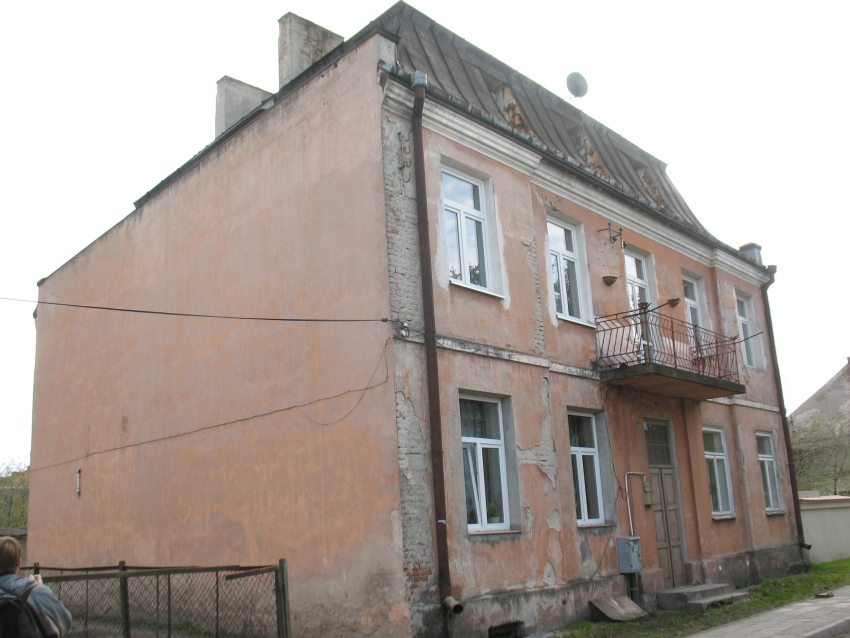
Перший з будинків МО по вул. Górna 13 у Грубешеві. У глухій стіні, що на фото, знаходилася амбразура. Фото 2013 р.

Відом, що одночасно з атакою на комендатуру МО, відділ пор. Чеслава Гайдука „Слепого“, згідно плану, оточив будинки МО. Тут йдеться якраз про два будинки на вул. Górna.
Обидва ці будинки збереглися до нашого часу. Перший має адресу вул. Górna 13, другий — вул. Górna 7. Партизани обстрілювали вікна та двері і не випускали нікого назовні. Обидва будинки з підписом МО зазначені на мапі складеній УБ після атаки, як взяті в кільце партизанами. Наявна інформація, що партизани також атакували будинок колишнього магістрату, а потім в'язниці, в якій розміщувалися додаткові сили карального апарату, на суч. вул. Podzamcze 9. Імовірно це третій об'єкт пов'язаний з МО, що згаданий в початкових планах партизанів — Штурмувка з 20 особами залоги. Проте на мапі операції складеній УБ цей об'єкт не зазначений.

### БудинокПольської партії роботнічої(ППР)

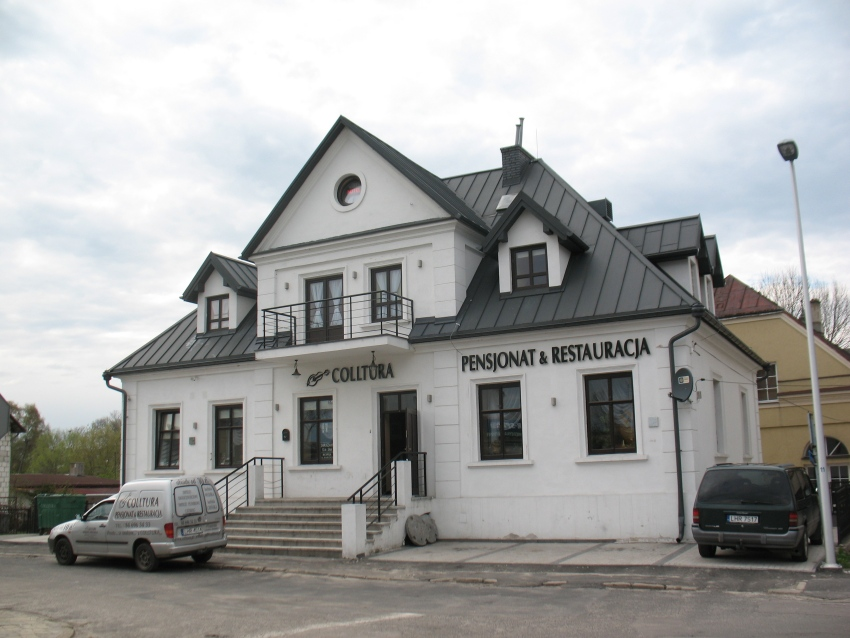
Будинок колишнього магістрату, а потім в'язниці, в якій розміщувалися додаткові сили карального апарату на вул. Podzamcze 9 у Грубешеві. Фото 2013 р.

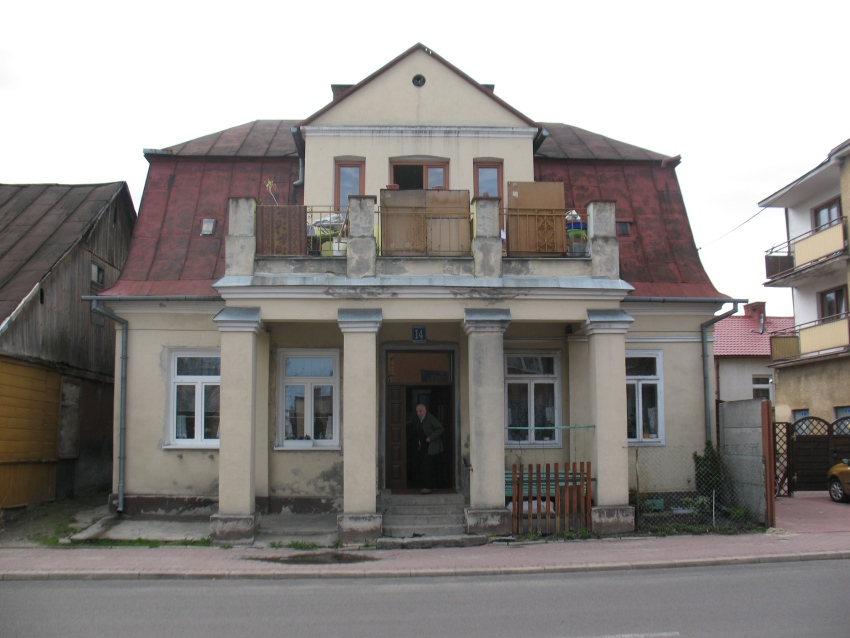
Будинок комендатури МО на вул. Partyzantów 14 у Грубешеві. Фото 2013 р.

Натомість „приміщення ППР по вулиці 3 Maja 32 знищено, забрано документи, зліквідовано кілька працівників, що там були“. У спогадах Всеволода Пшепюрського — працівника окружного СБ, який під час нападу на Грубешів виконував обов'язки командира боївок СБ — „Скоба“ вказується:
„Будинок ППР мали забрати АК-овці. З оповідання поляків цивілістів і наших стрільців-очевидців, виходить, що будинок ППР цілком здемольований, а присутніх в будинку постріляли“.

### Атаки на інші об'єкти
Також повстанці, навідалися до житлового будинку УБ на суч. вул. Narutowicza 5. Цей будинок показаний на мапі атакованих об'єктів складеній пізніше УБ. Атаковано було також повітове староство на розі суч. вул. 3 Maja та вул. Dobrzańskiego. Проте на мапі складеній УБ після атаки атака на нього не зазначена, хоча сам об'єкт показаний. Партизани також опанували та знищили пошту по вул. Marszałka Józefa Piłsudskiego 7. Ось як про це пише „Скоб“:
„Пошту мала знищити одна наша група. На жаль, вона не мала досвіду, як нищити пошту. Централі отже не здемольовала, забрала 4 радієві апарати, втім один надавчовий. Але їх мусила залишити в ліску недалеко Грубешева з причини обтяження та швидкого маршу. Каси не могла розбити, бо була вцементована. Пошту, яку забрали також не довезли, бо підвода, на якій вона була обстріляна панцирним автом большевицьким на шосі Грубешів-Вербковичі вивернулась і її залишено“.

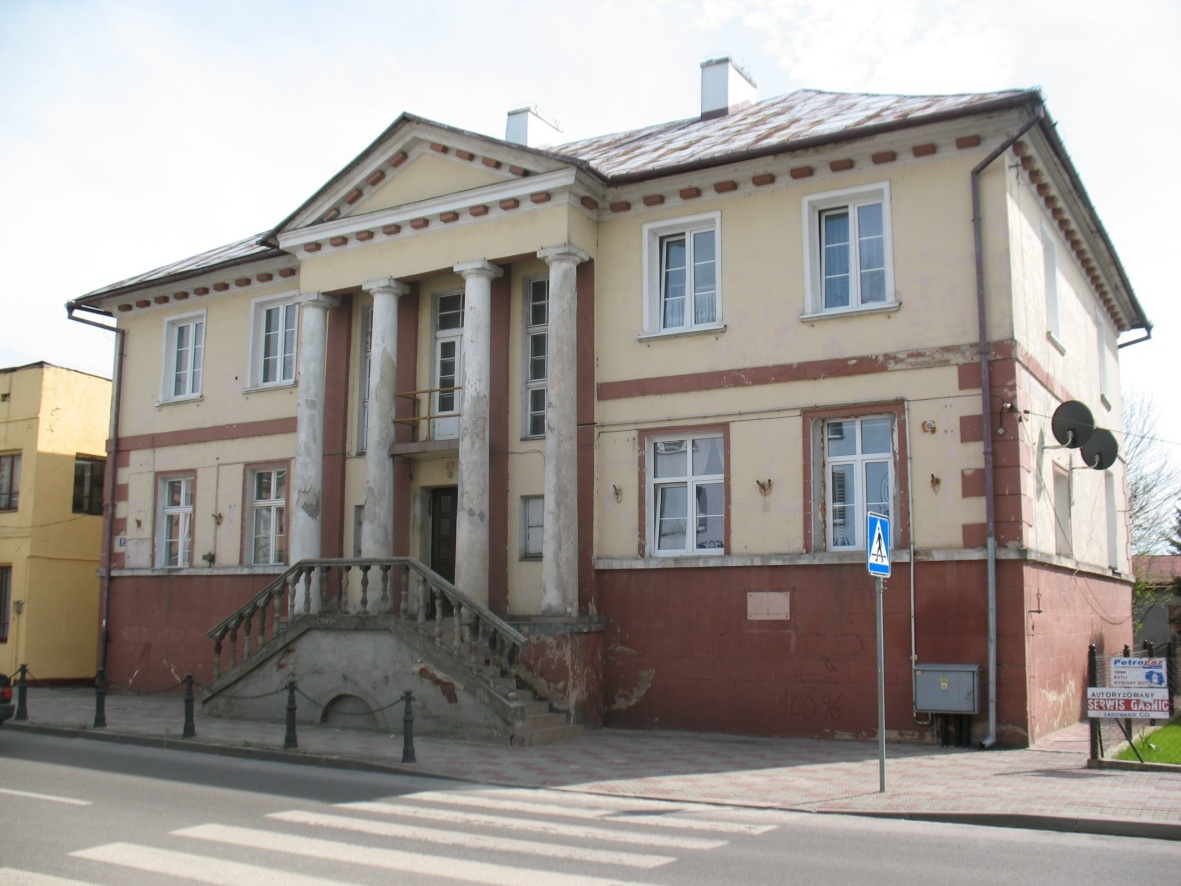
Будинок, де знаходився осередок Польської роботнічої партії (ППР), вулиця 3 Maja 32 у Грубешеві. Фото І. Парнікози 2013 р.

Операція тривала близько півтори години. Пострілом ракети відділи повідомлено про відступ. В місті стояла невелика військова група радянських вояків, які прибули до міста з Німеччини, повертаючись до СРСР, близько 40 людей з танкеткою. Ця танкетка вступила в бій з відступаючою групою „Вовки“-1. Там загинув майор НКВД і три вояки.

## Відступ
Польські відділи після боїв відступили до керунки Славентина, де на луках чекали фурманки, які відвезли їх аж до Глініска. Переслідування не відкрило їх слідів. Українці розпочали відхід у бік Теребінського лісу, але за ними рушило переслідування НКВС. Відділи УПА перейшли до Метелинського лісу, але на збірному пункті залишили охорону, бо останній відділ Служби Безпеки УПА, який прикривав відступ, ще не вийшов з міста. З Грубешева наспіла тимчасом погоня польського війська. Після перестрілки в Метелинському лісі, відділи УПА перейшли до більшого Теребинського лісу. Вони не мали завдання встрявати у бій і тому старалися відв'язатися від ворога. Це вдалося аж другого дня після бою в Теребинському лісі.

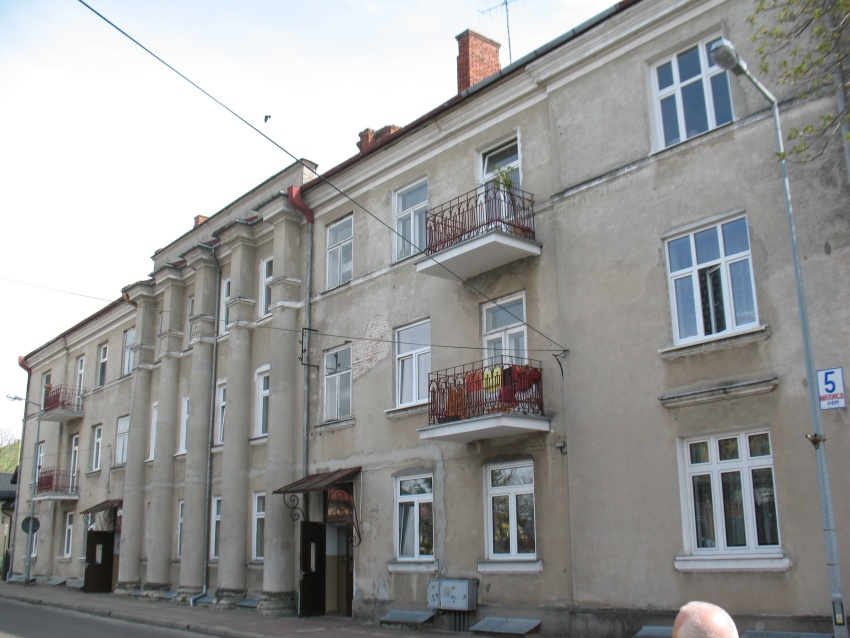
Житловий будинок Уряду Безпеки на сучасній вул. Narutowicza 5. Фото 2013 р.

## Результати
Командир загонів ВіН „Хель“ пише:
»Ліквідовано 12 убівців та 16 енкведистів. Звільнено усіх в'язнів. Двоє — чоловік та жінка — Марія Неборак — «Флореса» були застрілені УБ. Мали ми прізвища всіх шпиків та комуністів цілого повіту. В міру їх активності ми їх ліквідували".
М. Зайончковський зазначає, що окрім вбитих активістів ППР, в результаті акції загинуло 4 солдати Війська охорони приграниччя в тому числі майор Ісаков, а також 2 працівники УБ. Полягли також два бойовики СБ, а два інших українських повстанці було поранено. Український рапорт говорив також про 4 вбитих та 3-5 поранених солдат ВІН, однак польські джерела не підтверджують цих втрат. Не відома також кількість загиблих з батальйону внутрішніх військ МВС. Згідно українських даних під час боїв могло загинути до 30 енкаведистів.

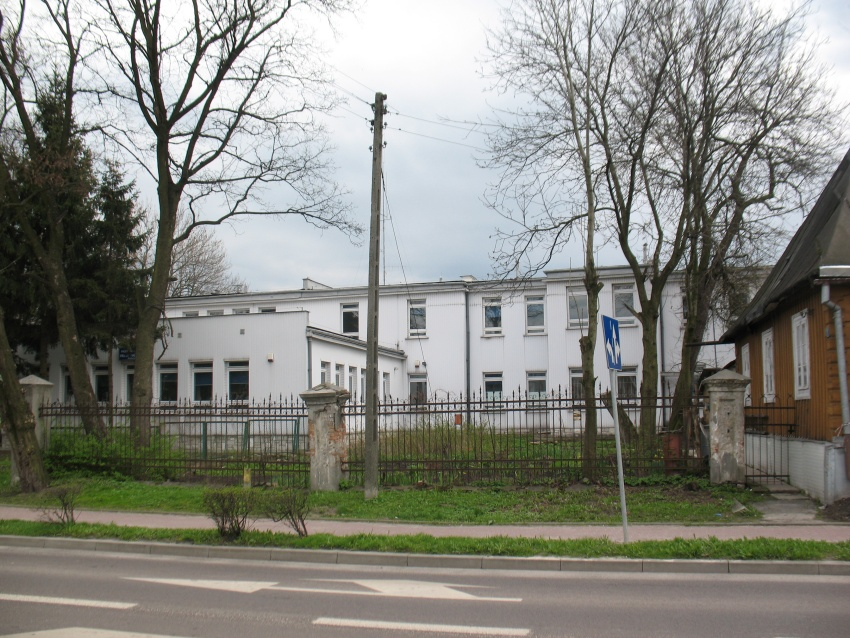
Грубешівська пошта на вул. Pilsudskiego 7. В 1946 р. вона також розташовувалася тут.

Співпраця українського та польського підпілля викликала велике занепокоєння у радянських органів безпеки. Польсько-більшовицькі газети ударили на сполох та намагалися розбити порозуміння шалено шовіністичною антиукраїнською пропагандою. Занепокоєність активною співпрацею обох народів навесні 1946 р. висловлював і керівник Міністерства державної безпеки УРСР генерал-лейтенант Савченко, який розіслав інформацію про перемовини до всіх обласних управлінь МГБ Західної України.

## Вшанування та сучасна реконструкція
Незважаючи на високе символічне значення Грубешівської операції у Грубешеві немає ані пам'ятного знаку, ані навіть згадки про операцію у місцевому регіональному музеї. У радянський час на будинку ППР висіла дошка на честь застрілених партизанами партійців. Більшість об'єктів, що були місцем боїв насьогодні збереглися.
В 2013 р. відбулася перша і єдина поки що реконструкція Грубешівської операції в США. Незважаючи на шалений супротив певних представників польської громади, польські і українські реконструктори провели її разом в містечку Рокфорд в рамах чергового триденного заходу з вшанування героїв і ветеранів Другої світової війни — Midway Museum WW2 Days.